# Even Israël (quartier)
Ne doit pas être confondu avec Even Israël.
Even Israël (aussi Even Yisrael, en hébreu : אבן ישראל) est un ancien quartier à Jérusalem, en Israël, fondé en 1875. 

## Présentation
Even Israël signifie « Pierre/Rocher d’Israël » ; il prend ce nom car even en hébreu a comme valeur numérique 53, or ce quartier comportait 53 maisons. Son nom reflète également le verset biblique relatant la bénédiction donnée par Jacob à son fils Joseph et l'un des fondateurs du quartier s'appelait Yosef Rivlin, : 
Mais son arc resta ferme, et les bras de ses mains furent assouplis par les mains du Puissant de Jacob, de là est le Berger, le Rocher d'Israël (Genèse 49 :24).
La terre de ce quartier est achetée aux Arabes du village de Lifta . 
Il est le sixième quartier juif à être établi à l'extérieur des murs de vieille ville de Jérusalem. 
Il s'agit à l'époque d'un (en)« quartier avec cour » qui figure un quartier juif construit à Jérusalem et à Tel-Aviv à la fin du XIXe siècle et au début du XXe siècle, où - comme les logements urbains traditionnels du Proche-Orient -, les petits logements sont tournés vers l'intérieur, autour d'une cour commune, donc défendables en cas d'agression, qui sont habituellement occupés par une famille élargie -, et dans le cas présent, ont été adaptés pour desservir une communauté soudée mais sans lien familial.
Even Israël fait désormais partie du quartier Nachlaot de Jérusalem. 
À partir des années 1900, le quartier bénéficie de projets de maintien et rénovation. En 2004, il est ainsi préservé et rénové par la municipalité de Jérusalem, qui refait et réaménage la cour centrale et ajoute un petit amphithéâtre en pierre pour les groupes de touristes et les passants.
Le quartier Even Israël est désormais une attraction populaire auprès des touristes et des résidents locaux.

## Population

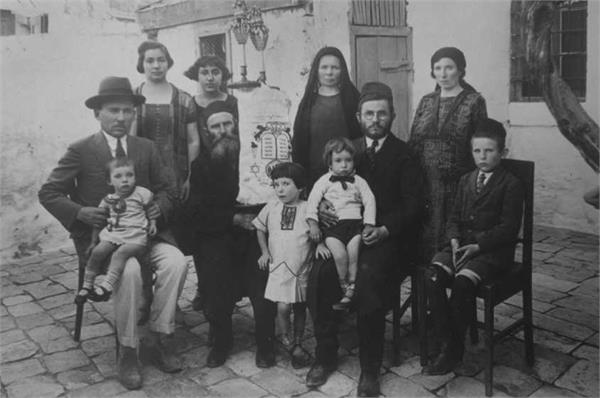
Familles Rivlin et Eisenman, Even Israel (1927)

À la fin de 1875, le quartier comptait 45 habitants, avec un projet de construction d'au moins six nouveaux appartements chaque année. Une enquête de 1884 a trouvé 150 résidents vivant dans trente appartements, tandis qu'une enquête de 1897 a signalé la présence de 126 appartements. Un recensement du gouvernement de 1916 a rapporté un total de 152 appartements et 417 résidents à Even Yisrael. En 1938, le quartier abritait 450 habitants. 
Des familles ashkénazes et séfarades vivaient à Even Yisrael.   

## Bâtiments

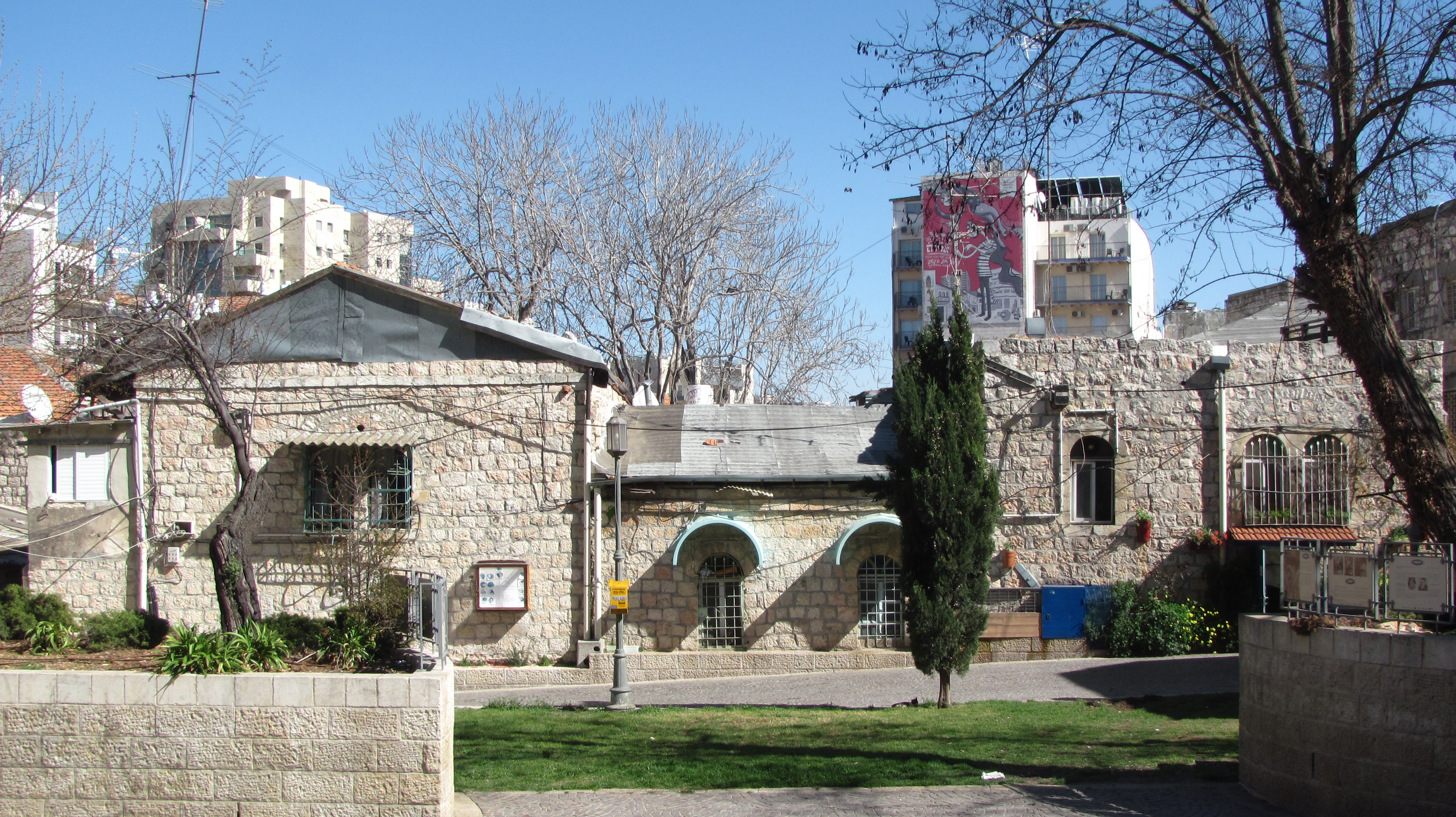
Rangée de maisons originales hors de la cour centrale.

En l'absence d'une synagogue dédiée, des services de prière ont eu lieu dans des maisons privées ou des résidents se sont rendus à pied à la synagogue Beit Avraham dans le quartier voisin de Mishkenot Yisrael. Dans les années 1880, l'un des habitants d'Even Yisrael, Zvi Aryeh Lunsky Hacohen, a cédé sa maison pour une synagogue permanente pour la communauté ashkénaze , nommée Beit Zvi (« Maison de Zvi »). Lunsky est mort en 1890. Le logement de deux pièces a finalement été transformé en un long couloir et l'entrée de la synagogue, située à l'origine hors de la cour centrale, a été déplacée du côté opposé, face à la rue Agrippas.  
En 1882, l’Alliance israélite universelle (AIU) ouvre son campus à l’ouest du quartier d’Even Yisrael.   
En 1903, une parcelle de terrain entre l'école de l'Alliance et Even Yisrael est réservée à la construction de l'orphelinat séfarade sous la direction du rabbin Yaakov Meir.    
En 1902, l'orphelinat pour filles Weingarten ouvre ses portes dans un bâtiment adjacent à Even Yisrael.    
En 1907, l'hôtel Yarden ouvre ses portes dans le quartier Even Yisrael, face à Jaffa Road.  

### Remarques
1. ↑  Jean-Marie Delmaire, « Chapitre premier. Les strates de la population juive en Palestine. Vieux Yishouv et Nouveau Yishouv », dans De Jaffa jusqu’en Galilée : Les premiers pionniers juifs (1882/1904), Presses universitaires du Septentrion, coll. « Savoirs Mieux », 1999, 10–19 p. (ISBN 978-2-7574-2194-9, lire en ligne)
2. ↑  (en) Daṿid Ḳroyanḳer, Dror Wahrman et Mekhon Yerushalayim leheqer Yisrael, Jerusalem Architecture, Periods and Styles: The Jewish Quarters and Public Buildings Outside the Old City Walls, 1860-1914, Jerusalem Institute for Israel Studies, 1983 (ISBN 978-965-261-019-5, lire en ligne)
3. ↑  (en)

Ben-Arieh, Yehoshua (1979). עיר בראי תקופה: ירושלים החדשה בראשיתה [A City Reflected in its Times: New Jerusalem – The Beginnings] (in Hebrew). Jerusalem: Yad Izhak Ben-Zvi Publications. p. 159
4. ↑  (he)Shwekey, Yitzchak; Yitzchaki, Dalia; Ginsburg, Michael, eds. (2015). "שכונת אבן ישראל"[Even Yisrael Neighborhood] (in Hebrew). Council for Conservation of Heritage Sites in Israel. Retrieved 15 May 2016, p. 3.
5. ↑  (he) « 10 דברים על
שכונת חצר » [« 10 choses sur un quartier avec cour »], Globes,‎ 28 juin 2009 (lire en ligne, consulté le 3 juin 2024)
6. ↑  Shwekey, Yitzchak; Yitzchaki, Dalia; Ginsburg, Michael, p. 16
7. ↑  Shwekey, Yitzchak ; Yitzchaki, Dalia ; Ginsburg, Michael, éd. (2015), p. 20
8. ↑  Ben-Arieh 1979, p. 159.
9. ↑  Ben-Arieh 1979, p. 168.
10. ↑  Ben-Arieh 1979, p. 213.
11. ↑  Ben-Arieh 1979, p. 319.
12. ↑  Rossoff 2001, p. 586.
13. ↑  Bar-Am 2007, p. 60.
14. ↑  (he) Kfir, « בית כנסת בית צבי », Ahavat Yerushalayim (consulté le 17 mai 2016)
15. ↑  Ben-Arieh 1979, p. 367.
16. ↑  Kroyanker, David ; Wahrman, Dror (1983), p. 318
17. ↑  Ben-Arieh, Yehoshua (1979), p. 348
18. ↑  (en) Joseph B. Glass et Ruth Kark, Sephardi Entrepreneurs in Jerusalem: The Valero Family 1800-1948, Gefen Publishing House Ltd, 2007 (ISBN 978-965-229-396-1, lire en ligne), p. 178
19. ↑  Ben-Arieh, Yehoshua (1979), p. 563

## Sources
- Aviva Bar-Am, Jerusalem EasyWalks, 2007, 2e éd. (ISBN 965-90048-6-9)
- (he) Yehoshua Ben-Arieh, עיר בראי תקופה : ירושלים החדשה בראשיתה, Jérusalem, Yad Izhak Ben-Zvi Publications,‎ 1979
- Joseph P. Glass et Ruth Kark, Sephardi Entrepreneurs in Jerusalem : The Valero Family 1800–1948, Gefen Publishing House Ltd, 2007, 448 p. (ISBN 9652293962, lire en ligne)
- David Kroyanker et Dror Wahrman, Jerusalem Architecture, Periods and Styles : The Jewish quarters and public buildings outside the Old City walls, 1860–1914, Jerusalem Institute for Israel Studies, 1983 (ISBN 9652610194, lire en ligne)
- Dovid Rossoff, Where Heaven Touches Earth : Jewish life in Jerusalem from medieval times to the present, Feldheim Publishers, 2001, 684 p. (ISBN 0-87306-879-3, lire en ligne)
- (he) « שכונת אבן ישראל », Council for Conservation of Heritage Sites in Israel,‎ 2015 (consulté le 15 mai 2016)
- Eliyahu Wager, Illustrated Guide to Jerusalem, The Jerusalem Publishing House, 1988